# Campionati europei di salto ostacoli 1991
I Campionati europei di salto ostacoli 1991 si sono svolti a La Baule, in Francia. 

## Podi
| Evento           | Oro         | Argento          | Bronzo      |
| Gara individuale | Eric Navet  | Franke Sloothaak | Jos Lansink |
| Gara a squadre   | Paesi Bassi | Regno Unito      | Svizzera    |

## Medagliere
| Posiz. | Nazione     | Oro | Argento | Bronzo | Totale |
| ------ | ----------- | --- | ------- | ------ | ------ |
| 1      | Paesi Bassi | 1   | 0       | 1      | 2      |
| 2      | Francia     | 1   | 0       | 0      | 1      |
| 3      | Germania    | 0   | 1       | 0      | 1      |
| 3      | Regno Unito | 0   | 1       | 0      | 1      |
| 5      | Svizzera    | 0   | 0       | 1      | 1      |
| Totale | Totale      | 2   | 2       | 2      | 6      |